# Рокшиці (Пйотрковський повіт)
Рокшиці (пол. Rokszyce) — село в Польщі, у гміні Воля-Кшиштопорська Пйотрковського повіту Лодзинського воєводства.
Населення — 211 осіб (2011).
У 1975-1998 роках село належало до Пйотрковського воєводства.

## Демографія
Демографічна структура станом на 31 березня 2011 року:
|          | Загалом | Допрацездатний вік | Працездатний вік | Постпрацездатний вік |
| -------- | ------- | ------------------ | ---------------- | -------------------- |
| Чоловіки | 105     | 22                 | 76               | 7                    |
| Жінки    | 106     | 18                 | 66               | 22                   |
| Разом    | 211     | 40                 | 142              | 29                   |